# Brdinje
Brdinje so naselje v Občini Ravne na Koroškem.